# かんばらけんた
かんばらけんた（神原健太、1986年3月12日 - ）は、日本の車椅子ダンサー、サーカスパフォーマー。
先天性二分脊椎症という障害があり、移動の際には車椅子を使用している。
車椅子の上での逆立ちなど、アクロバティックなダンスが特徴。
現代サーカスの公演で空中芸も行っている。
2016年に開催されたリオデジャネイロパラリンピックの閉会式において、東京パラリンピックへの引き継ぎセレモニーでダンスを演じたことで注目を集めた。
2021年に2020年東京パラリンピックの開会式、NHK紅白歌合戦に出演。
2024年に神戸市文化奨励賞を受賞。
2025年に大阪・関西万博の開会式に出演。

## 略歴
兵庫県神戸市出身。
東京でシステムエンジニアとして働きつつ、2016年からダンサーとして活動。
2014年に結婚。
2017年に第1子（長女）が誕生。
2020年に第2子（長男）が誕生。
東京QQQ（トウキョウ サンキュー）のメンバーとしても活動。

## テレビ出演
- NHK Eテレ 「バリバラ〜障害者情報バラエティー〜」（2013年）
- NHK Eテレ「ブレイクスルー スペシャル　AI プレゼンツ　みんながみんな主役（2017年）
- NHK Eテレ「ハートネットＴＶ　ブレイクスルーＦｉｌｅ７６▽車いすダンサーかんばらけんた」（2017年）
- フジテレビ「PARA☆DO！～その先の自分（ヒーロー）へ～」（2018年）
- テレビ朝日「サンデーLIVE!! － 松岡修造の2020できる宣言」（2018年）
- NHK 東京オリンピック・パラリンピック コンセプトムービー（2021年）
- NHK「バリバラ〜障害者情報バラエティー〜」（2021年）
- NHK「NHK紅白歌合戦 マツケンサンバII」（2021年）
- NHK「ゆるスポ部、ガチです!」（2022年）
- NHK World「Dancing Beyond Boundaries」（2022年）
- NHK「ニッポンぶらり鉄道旅」（2022年）

## 舞台出演
- SLOW LABEL「SLOW MOVEMENT」横浜公演（2016年）
- リオデジャネイロパラリンピック 閉会式（2016年）
- AI プレゼンツ　みんながみんな主役　武道館ライブ（2016年）
- SLOW LABEL「SLOW MOVEMENT」六本木アートナイト公演（2016年）
- Ubdobe THE UNIVERSE ミッドタウン公演（2017年）
- ヨコハマ・パラトリエンナーレ（2017年）
- Get in touch 月夜のからくりハウス（2017年）
- 韓国 国際障害者ダンスフェスティバル「KIADA 2019」（2019年）
- 東京2020パラリンピック開会式（2021年）
- LAND FES「DIVE IN SHIBAURA」（2022年）
- Free Style Session JAPAN 2022（2022年）
- セルビア「Uhvati Film Festival」（2022年）
- True Colors THE CONCERT 2022（2022年）
- 吉原炎上イ（2022年）
- MISIAライブツアー「25th Anniversary MISIA THE GREAT HOPE」（2022年～2023年）
- 歌舞伎超祭 2023（2023年）
- KOBE2024世界パラ陸上 開会式（2024年）
- デパートメントH 2099（2024年）
- 歌舞伎超祭 2024（2024年）
- ap bank fes '25（2025年）
- 大阪・関西万博 開会式（2025年）
- 大阪・関西万博 Physical Twin Symphony（2025年）

## その他出演
- 東京五輪音頭-2020- ミュージックビデオ出演（2017年）
- 東京都の大道芸ライセンスであるヘブンアーティスト合格（2017年）
- 月刊EXILE 11月号「TETSUYA連載 EXILEパフォーマンス研究所」掲載（2018年）
- LIFULL CM出演（2018年）
- カゴメ CM出演（2019年）
- メジャー・レイザー ミュージックビデオ出演「Lay Your Head On Me」（2020年）
- OZworld ミュージックビデオ出演「AKIRAメナイ」（2020年）
- OnlineCircus Japan Festival 2021 視聴者投票で決まるエスパース賞を受賞（2021年）
- かんぽ生命保険 CM出演（2022年）